# Cassaro
Cassaro (IPA: /ˈkas.sa.rɔ/; U Càssaru in siciliano) è un comune italiano di 727 abitanti del libero consorzio comunale di Siracusa in Sicilia. È il comune più piccolo e meno abitato del siracusano, nonché uno dei più piccoli e meno abitati dell'isola.

## Origini del nome
Avendo riguardo alla storia della Sicilia e alle sue stratificate dominazioni, il nome di Cassaro deriva probabilmente dalla parola araba qaṣr (قَصْر) che, in qualità di Wanderwort, è a sua volta un prestito dal latino castrum, nella sua accezione strategica di castello, fortilizio o accampamento militare, "castello".
Un’altra ipotesi, è il toponimo citato da Plinio il Vecchio e da Claudio Tolomeo  che riconduce l'etimologia all'antico insediamento siciliano noto con il nome greco di Kákuron (Κάκυρον) - poi latinazzato in Cacyrum - già archeologicamente individuato nelle prossimità di Ravanusa.

## Storia
Le prime attestazioni di un castello a Cassaro risalgono alla fine del XIII secolo; fu feudo di Francesco Alcassar, siracusano, governatore anche di Pantalica. Dal 1330 al 1397 si sono succeduti Giovanni, Parisio e Pietro di Cassaro, siracusani. Parisio fonda a Siracusa il monastero di San Benedetto, monache di clausura rette per 75 anni, fino al 1441, dall'Abadessa Cesaria, sua sorella. Regale Cassaro, figlia di Pietro di Cassaro, sposa Pietro de Muleto iniziando quindi la Baronia de Muleto. Margherita de Muleto sposa Pietro Siracusa, di Noto, e la cui figlia Margherita Siracusa sposa Pietro Gaetani Barone di Sortino, iniziando la Baronia dei Gaetani. Cesare Gaetani nel 1631 ottenne il titolo di Principe di Cassaro. La famiglia Gaetani vanta due Papi, Gelasio II e Bonifacio VIII. Cesare Gaetani e Bardi (Principe dal 1641 al 1651) è sepolto nella Chiesa del Gesù, meglio conosciuta Casa Professa, a Palermo.
L’attuale centro abitato è frutto di una nuova fondazione in una zona geografica diversa dal precedente a seguito del terremoto del 1693 che distrusse il castello e il centro abitato precedente. Dal 1774, per assenza di eredi diretti Gaetani, inizia la stirpe Statella con Antonio Statella, Principe di Sabuci e nipote di Maddalena Gaetani, sorella di Pietro Gaetani.

### Simboli
Lo stemma e il gonfalone sono stati concessi con decreto del presidente della Repubblica del 9 febbraio 1983.
Il gonfalone è un drappo di azzurro.

## Monumenti e luoghi d'interesse

### Architetture religiose
- Chiesa Madre di San Pietro in Vincoli
- Chiesa di Santa Maria delle Grazie

Chiesa di Sant'Antonio Abate

- Chiesa di Sant'Antonio Abate
- Chiesa di San Sebastiano Martire

## Società

### Evoluzione demografica
Abitanti censiti

### Tradizioni e folclore
- Domenica delle palme (stand gastronomici-spettacolari con artisti di strada e rappresentazioni viventi sulla passione di Cristo)
- Festività pasquali:
  - Venerdì Santo: Scisa 'â cruci e processione dell'Addolorata
  - Sabato Santo: processione della Madonna alla ricerca del Figlio
- A risùscita
- Domenica di Pasqua: U Scontru
- Festa del santo patrono (ultima domenica di luglio, si alternano San Giuseppe, San Sebastiano e Sant'Antonio)
- Epifania: “I tre re” (stand gastronomici e presepe vivente con l'arrivo dei magi a cavallo)

## Amministrazione
Di seguito è presentata una tabella relativa alle amministrazioni che si sono succedute in questo comune.
| Periodo           | Periodo           | Primo cittadino     | Partito                            | Carica  | Note   |
| ----------------- | ----------------- | ------------------- | ---------------------------------- | ------- | ------ |
| 22 dicembre 1988  | 27 settembre 1990 | Angelo Gallo        | Partito Comunista Italiano         | Sindaco | [ 12 ] |
| 27 settembre 1990 | 15 aprile 1992    | Salvatore Bordonaro | Partito Comunista Italiano         | Sindaco | [ 12 ] |
| 4 maggio 1992     | 17 agosto 1993    | Francesco Iemmolo   | Partito Democratico della Sinistra | Sindaco | [ 12 ] |
| 22 novembre 1993  | 1º dicembre 1997  | Paolo Gallo         | Democrazia Cristiana               | Sindaco | [ 12 ] |
| 1º dicembre 1997  | 28 maggio 2002    | Paolo Gallo         | lista civica                       | Sindaco | [ 12 ] |
| 28 maggio 2002    | 15 maggio 2007    | Elio Rossitto       | lista civica                       | Sindaco | [ 12 ] |
| 15 maggio 2007    | 8 maggio 2012     | Nello Pisasale      | lista civica                       | Sindaco | [ 12 ] |
| 8 maggio 2012     | 12 giugno 2017    | Nello Pisasale      | lista civica                       | Sindaco | [ 12 ] |
| 12 giugno 2017    | in carica         | Mirella Garro       | lista civica                       | Sindaca | [ 12 ] |

## Sport
Le società calcistiche di Cassaro sono state il Cassaro e la Cassarese. La società più giovane, nata nel 2017 e denominata Asd Cassaro Calcio, giocava in terza categoria. La seconda categoria è la massima categoria in cui è arrivato il calcio cassarese.